# McMath-Hulbert Observatory
Le McMath-Hulbert Observatory est un observatoire solaire hors-service situé à Lake Angelus, Michigan.
Il a ouvert en 1929, en tant qu'observatoire privé par Francis Charles McMath et Robert Raynolds McMath (en) assistés de leur ami Judge Henry Hulbert. C'est en 1932 qu'il a été placé sous contrat avec l'Université du Michigan qui l'a utilisé jusqu'en 1979 avant de le revendre à des opérateurs privés. 